# Џонсон Сити (Орегон)
Џонсон Сити (енгл. Johnson City) град је у америчкој савезној држави Орегон.

## Демографија
По попису из 2010. године број становника је 566, што је 68 (-10,7%) становника мање него 2000. године.
| Група             | 2000.       | 2010.       |
| Белци             | 582 (91,8%) | 448 (79,2%) |
| Афроамериканци    | 7 (1,1%)    | 2 (0,4%)    |
| Азијати           | 3 (0,5%)    | 11 (1,9%)   |
| Хиспаноамериканци | 24 (3,8%)   | 87 (15,4%)  |
| Укупно            | 634         | 566         |